# Calibis

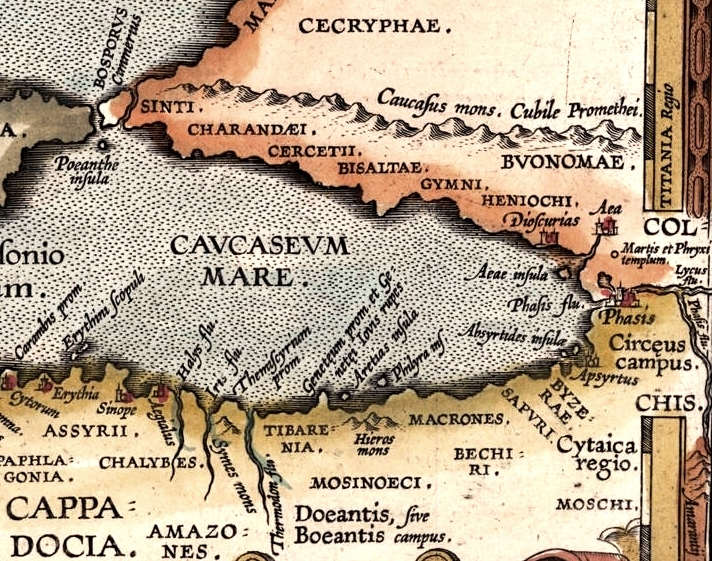
Els Calibis en un mapa de viatge dels Argonautres, d'Abraham Ortelius, 1624

Els calibis o calibes (en grec antic Χάλυβες, Χάλυβοι) eren una de les tribus pòntiques d'arrel georgiana, a la part oriental del Pont, al sud-oest de la Còlquida. Es creu que vivien a la regió de l'actual Giresun.
Els deu mil en la seva retirada van passar pel país dels mosinecs i d'allà al país del calibis, un poble poc nombrós que vivia de treballar el ferro (i a la costa alguns eren pescadors), i era tributari dels mosinecs. Al territori hi havia mines de plata. Xenofont descriu també un poble guerrer i ben armat que portava ganivets amb els quals mataven els enemics i els tallaven el cap, però no se sap si està parlant del mateix poble o de dues tribus diferents amb el mateix nom. D'aquest territori van passar al dels tibarens i fins a Cotiora. Foren sotmesos per Artaxes I d'Armènia vers la meitat del segle ii aC.